# FTSE All-World
Der FTSE All-World ist ein bekannter Aktienindex der weltweit Aktientitel abbildet. Er wird von FTSE Russell erstellt und gepflegt.
Per Ende Juli 2025 waren 4.221 Unternehmen im Index enthalten, welche im Durchschnitt eine Dividendenrendite von 1,79 % bieten.
Der Index soll als Benchmark oder als Grundlage für ETFs oder Zertifikate dienen.

## Zusammensetzung
Der Index gewichtet nach Marktkapitalisierung und enthält large cap und mid cap Aktien aus Industrie- und Schwellenländern.

Weltkarte mit Ländern dunkelblau markiert, die im FTSE All-World Index sind (Stand Juli 2025)

Stand 31. Juli 2025 sind die zehn größten Einzelwerte im Index mit einem Gewicht von insgesamt 23,49 % hauptsächlich US-amerikanische Technologie-Unternehmen wie Nvidia, Microsoft und Apple. Insgesamt sind 4.221 Unternehmen im Index enthalten, wobei Technologie-Unternehmen mit 30 % des Gewichtes, aufgeteilt auf 428 Firmen, die größte Gruppe ausmachen. Zu den am stärksten vertretenen Ländern zählen die USA (63,68 %), Japan (5,54 %), United Kingdom (3,38 %) und China (3,37 %). Deutschland hat einen Anteil von 2,19 %, Schweiz 2,04 % und Österreich 0,05 %.
Zweimal jährlich, im März und September, wird der Index von FTSE Russell überprüft. Der FTSE All-World Index ist Teil von FTSE Russells Indexreihe FTSE Global Equity Index Series (FTSE GEIS), welche weitere Indizes umfasst.

## Verwendung
Ähnlich wie der MSCI World kann auch der FTSE All-World Index als Benchmark dienen.
Mit Vanguard und Invesco bieten zwei US-amerikanische Finanzdienstleister Indexfonds an, welche den FTSE All-World Index nachbilden. Das Fondsvolumen beträgt bei Vanguard für diesen über 43 Milliarden US-Dollar (Stand 31. Juli 2025).

## Abgrenzung von alternativen Indizes
Neben dem FTSE All-World Index gibt es noch Indizes, welche beanspruchen, den weltweiten Aktienmarkt abzubilden. Dazu zählen der MSCI World, MSCI ACWI und der MSCI ACWI IMI.
Anders als der MSCI World enthält der FTSE All-World auch Aktien aus Schwellenländern, während im MSCI World 23 Länder vertreten sind, sind es beim FTSE All-World mehr als doppelt so viele. Zudem enthält der FTSE World mit über 4.200 Einzelwerten deutlich mehr Positionen als der MSCI World mit rund 1.300 Aktien.
Auch der MSCI ACWI hat mit seinen circa 2.500 Einzelwerten deutlich weniger als der FTSE All-World. Noch breiter als der FTSE All-World ist der MSCI ACWI IMI Index angelegt mit über 8.000 Positionen.